# Ocellochloa rudis
Ocellochloa rudis là một loài thực vật có hoa trong họ Hòa thảo. Loài này được (Nees) Zuloaga & Morrone mô tả khoa học đầu tiên năm 2009.